# Fabio Firmani
Fabio Firmani (Roma, 26 maggio 1978) è un dirigente sportivo ed ex calciatore italiano, di ruolo centrocampista.

## Caratteristiche tecniche
Incontrista di centrocampo, agiva spesso da filtro in mediana davanti alla difesa. In possesso di una discreta visione di gioco a cui abbinava notevoli doti in fase di interdizione, la sua carriera è stata spesso costellata da numerosi infortuni che ne hanno limitato l'utilizzo con continuità.

## Carriera

### Giocatore

#### Club
Firmani inizia la sua carriera a Roma nelle file della Lodigiani nella stagione 1995-1996 per poi passare la stagione successiva al L.R. Vicenza. Resterà a Vicenza per sei anni collezionando 70 presenze (esordisce in Serie A nel suo primo anno in biancorosso il 26 gennaio 1997 nella partita Vicenza-Fiorentina 3-2) e segnando anche un gol nel ritorno dei quarti di finale della Coppa delle Coppe 1997-1998 contro gli olandesi del Roda JC, fino alla stagione 2001-2002; in questi sei anni ci sarà anche la parentesi di un anno alla Reggina nella stagione 1998-1999 e contribuirà alla promozione in serie A dei calabresi.
Passa poi al ChievoVerona nel 2001-2002, ma nell'inverno di quella stessa stagione viene ceduto subito al Bologna, sempre in massima serie. Il campionato successivo veste i colori arancio-nero-verde del Venezia per poi trasferirsi a Catania nell'estate successiva. Con la squadra etnea trova un po' di stabilità, restando comunque in Sicilia per due stagioni consecutive e scendendo in campo 39 volte, fino al 2004-2005. Qui mette a segno una rete contro l'Acireale nel match di Coppa Italia.
L'anno seguente il centrocampista romano, svincolatosi dagli etnei, viene chiamato dalla Lazio per sostituire Giuliano Giannichedda, passato alla Juventus. Preso in considerazione fino a metà stagione, subisce poi un grave infortunio che lo costringe a saltare tutto il girone di ritorno. La stagione 2007-2008 lo vede protagonista di un nuovo infortunio e colleziona 7 presenze in campionato segnando 3 reti. Il 25 novembre 2007 segna il suo primo gol, decisivo, con la maglia biancoceleste nella partita contro il Parma all'Olimpico. Successivamente si ripete al Renzo Barbera contro il Palermo nella gara d'andata terminata col punteggio di 2-2 e col Napoli all'ultima giornata (anche questa rete decisiva per la conquista dei tre punti visto il successo per 2-1 dei biancoceleste).
All'inizio del 2009 va a giocare in prestito a Dubai fino al termine della stagione, approdando all'Al Wasl, dove indossa la maglia numero 44. A giugno torna alla Lazio, facendo il suo esordio stagionale contro il Genoa il 13 dicembre, dopo quasi quattro mesi tra panchina e tribuna. Firmani nell'ottobre 2010 trova e sottoscrive l'accordo con la Lazio per la risoluzione del contratto che lo svincolerà a partire dal 1º gennaio 2011.
Il 12 febbraio si trasferisce in Cina, presso la squadra del Guizhou Renhe (nuova denominazione della società Shaanxi Chanba), militante nella Chinese Super League. Nel maggio 2012, al termine della stagione agonistica, il centrocampista romano annuncia il ritiro dal calcio giocato.
In carriera ha totalizzato complessivamente 83 presenze e 4 reti in Serie A e 139 presenze e 4 reti in Serie B.

#### Nazionale
Conta 10 presenze ed una rete con la Nazionale Under-21, con cui ha vinto l'Europeo 2000.
Viene convocato per i Giochi olimpici del 2000, senza scendere in campo.

### Dirigente sportivo
Terminata la carriera agonistica, Firmani intraprende quella di procuratore di calcio, diventando nell'estate del 2012 consulente di mercato dell'Al-Nasr, una tra le squadre più importanti degli Emirati Arabi Uniti.

## Statistiche

### Presenze e reti nei club
Statistiche aggiornate al 2 novembre 2011.
| Stagione            | Squadra         | Campionato      | Campionato | Campionato | Coppe nazionali | Coppe nazionali | Coppe nazionali | Coppe continentali | Coppe continentali | Coppe continentali | Altre coppe | Altre coppe | Altre coppe | Totale | Totale |
| Stagione            | Squadra         | Comp            | Pres       | Reti       | Comp            | Pres            | Reti            | Comp               | Pres               | Reti               | Comp        | Pres        | Reti        | Pres   | Reti   |
| ------------------- | --------------- | --------------- | ---------- | ---------- | --------------- | --------------- | --------------- | ------------------ | ------------------ | ------------------ | ----------- | ----------- | ----------- | ------ | ------ |
| 1995-1996           | Lodigiani       | C1              | 20         | 0          | CI-C            | 0               | 0               | -                  | -                  | -                  | -           | -           | -           | 20     | 0      |
| 1996-1997           | L.R. Vicenza    | A               | 2          | 0          | CI              | 1               | 0               | -                  | -                  | -                  | -           | -           | -           | 3      | 0      |
| 1997-1998           | L.R. Vicenza    | A               | 16         | 0          | CI              | 1               | 0               | CdC                | 7                  | 1                  | SI          | 0           | 0           | 24     | 1      |
| 1998-1999           | Reggina         | B               | 27         | 2          | CI              | 0               | 0               | -                  | -                  | -                  | -           | -           | -           | 27     | 2      |
| 1999-2000           | L.R. Vicenza    | B               | 26         | 1          | CI              | 4               | 0               | -                  | -                  | -                  | -           | -           | -           | 30     | 1      |
| 2000-2001           | L.R. Vicenza    | A               | 23         | 1          | CI              | 0               | 0               | -                  | -                  | -                  | -           | -           | -           | 23     | 1      |
| 2001-set. 2001      | L.R. Vicenza    | B               | 3          | 0          | CI              | 3               | 0               | -                  | -                  | -                  | -           | -           | -           | 6      | 0      |
| Totale Vicenza      | Totale Vicenza  | Totale Vicenza  | 70         | 2          |                 | 9               | 0               |                    | 7                  | 1                  |             | 0           | 0           | 86     | 3      |
| set. 2001-gen. 2002 | Chievo          | A               | 1          | 0          | CI              | -               | -               | -                  | -                  | -                  | -           | -           | -           | 1      | 0      |
| gen.-giu. 2002      | Bologna         | A               | 5          | 0          | CI              | -               | -               | -                  | -                  | -                  | -           | -           | -           | 5      | 0      |
| 2002-2003           | Venezia         | B               | 21         | 1          | CI              | 2               | 0               | -                  | -                  | -                  | -           | -           | -           | 23     | 1      |
| 2003-2004           | Catania         | B               | 24         | 0          | CI              | 0               | 0               | -                  | -                  | -                  | -           | -           | -           | 24     | 0      |
| 2004-2005           | Catania         | B               | 15         | 0          | CI              | 2               | 0               | -                  | -                  | -                  | -           | -           | -           | 17     | 0      |
| Totale Catania      | Totale Catania  | Totale Catania  | 39         | 0          |                 | 2               | 0               |                    | -                  | -                  |             | -           | -           | 41     | 0      |
| 2005-2006           | Lazio           | A               | 7          | 0          | CI              | 0               | 0               | Int                | 4                  | 0                  | -           | -           | -           | 11     | 0      |
| 2006-2007           | Lazio           | A               | 11         | 0          | CI              | 0               | 0               | -                  | -                  | -                  | -           | -           | -           | 11     | 0      |
| 2007-2008           | Lazio           | A               | 7          | 3          | CI              | 1               | 0               | UCL                | 0                  | 0                  | -           | -           | -           | 8      | 3      |
| 2008-gen. 2009      | Lazio           | A               | 0          | 0          | CI              | 0               | 0               | -                  | -                  | -                  | -           | -           | -           | 0      | 0      |
| gen.-giu. 2009      | Al-Wasl         | PL              | 3          | 0          | EEC             | -               | -               | -                  | -                  | -                  | -           | -           | -           | 3      | 0      |
| 2009-2010           | Lazio           | A               | 12         | 0          | CI              | 0               | 0               | UEL                | -                  | -                  | SI          | 0           | 0           | 12     | 0      |
| 2010-gen. 2011      | Lazio           | A               | -          | -          | CI              | -               | -               | -                  | -                  | -                  | -           | -           | -           | -      | -      |
| Totale Lazio        | Totale Lazio    | Totale Lazio    | 37         | 3          |                 | 1               | 0               |                    | 4                  | 0                  |             | -           | -           | 42     | 3      |
| feb. 2011-2012      | Guizhou Renhe   | CSL             | 18         | 2          | CC              | 1               | 0               | -                  | -                  | -                  | -           | -           | -           | 19     | 2      |
| Totale carriera     | Totale carriera | Totale carriera | 241        | 10         |                 | 15              | 0               |                    | 11                 | 1                  |             | 0           | 0           | 267    | 11     |

## Palmarès

### Club

#### Competizioni nazionali
- Coppa Italia: 1

Vicenza: 1996-1997
- Campionato italiano di Serie B: 1

Vicenza: 1999-2000
- Supercoppa italiana: 1

Lazio: 2009

### Nazionale
- Campionato d'Europa Under-21: 1

2000